# بخش بل ریور، شهرستان داگلاس، مینه سوتا
بخش بل ریور (به انگلیسی: Belle River Township) یک منطقهٔ مسکونی در ایالات متحده آمریکا است که در شهرستان داگلاس، مینه‌سوتا واقع شده‌است.
 بخش بل ریور ۹۳٫۱ کیلومتر مربع مساحت و ۳۵۰ نفر جمعیت دارد و ۴۱۲ متر بالاتر از سطح دریا واقع شده‌است.